# Cheder

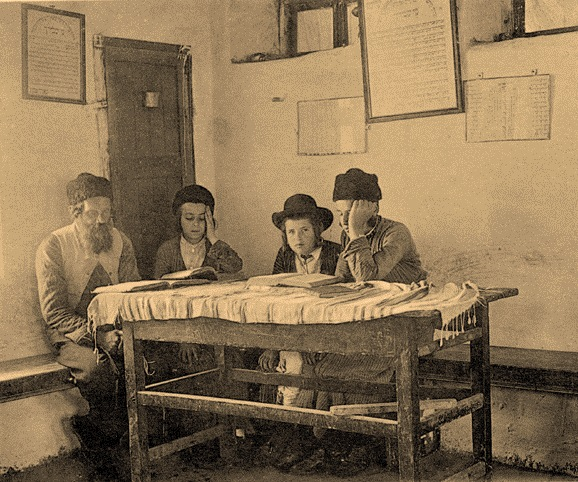
Cheder na hoře Har Meron, 1912

Cheder (hebrejsky: חדר, doslova „pokoj, místnost“) je tradiční židovská základní škola, kde jsou vyučovány základy judaismu a hebrejštiny.

## Historie
Chedery byly v Evropě široce rozšířeny ke konci 18. století. Výuka probíhala v domě učitele, kterému se říkalo melamed, jehož platila buď židovská komunita nebo skupina rodičů. Za normálních okolností navštěvovali výuku pouze chlapci – dívky vyučovaly jejich matky doma. Když měla židovská komunita nedostatek finančních prostředků a nemohla si dovolit více učitelů, probíhala výuka různě starých chlapců v jedné skupině.
Ačkoliv se tradičně židovští chlapci začínají učit hebrejské písmo od třetího roku, do chederu nastupovali od pěti let. Poté, co se naučí hebrejsky začnou okamžitě studovat Tóru (začíná se knihou Vajikra a dalšími knihami Mojžíšovými). Zhruba v sedmi letech začnou studovat Mišnu a poté, co ji zvládnou, pokračují Gemarou a jejími komentáři. Mezi hlavní techniky používané při studiu těchto složitých děl patří čtení nahlas a učení se nazpaměť. Studium v chederu končí ve třináctém nebo čtrnáctém roku, kdy chlapci dosáhnou věku pro bar micva.
Ti, kteří se po studiu v chederu chtěli stát rabíny nebo sofery, museli pokračovat ve studiu na ješivě. Známé evropské ješivy, které byly pokládány za nejlepší, se nacházely ve Wormsu, Fürthu a Praze. Poté, co mnoho Židů uprchlo z východní Evropy před středověkými pogromy souvisejícími s křížovými výpravy z té doby, došlo na několik století k přesunutí intelektuálního centra evropského judaismu do těchto tří měst.
Koncem 18. století se systém chederů stal terčem kritiky členů židovské ortodoxie, jakož i ze strany liberálnější haskaly (židovského osvícenství).
Kritici z řad ortodoxního judaismu tvrdili, že učitelé nejsou dostatečně kvalifikovaní. V té době byli učitelé v chederech placeni natolik špatně, že mnoho z nich muselo své příjmy doplňovat podřadnými úkoly. Bylo proto docela běžné, že melamed byl zároveň řezník, zpěvák nebo dokonce hrobník. Tvrdilo se rovněž, že někteří učitelé v chederu předčasně pouští své žáky do dalšího ročníku, neboť ti musí za své hodiny platit více peněz.
Kritici oddaní ideálům židovského osvícení haskala kritizovali systém jako celek a tvrdili, že vede k jazykové i prostorové izolaci jeho studentů, čímž brání v integraci a emancipaci Židů. Navrhovali proto další lekce v místním jazyce a více sekulárního odborného vzdělání.
Tyto představy osvíceneckých Židů byly uvedeny do praxe ke konci 18. století německými Židy, kteří založili reformní školy, nebo tzv. Freischulen („svobodné školy“). To, společně se zavedením povinné školní docházky Marií Terezií, nakonec vedlo k postupnému rozpouštění systému chederů, a to přinejmenším v německy mluvících zemí. V některých částí Evropy, zejména v její východní části, však chedery existovaly až do holocaustu.

## Současnost
Ve více sekulárních a asimilovaných židovských komunitách jsou chedery často navštěvovány mimo výuku v normálních školách, podobně jako v křesťanských nedělních školách. Židovské děti navštěvující běžně nežidovské školy tak mohou získat základní znalosti židovského náboženství a tradice.
V ortodoxním judaismu je cheder pojmem používaným k popisu soukromého základního vzdělání, kde je kladen důraz na náboženské studium a druhotný důraz na sekulární znalosti, které jsou rovněž vyučovány. Popularita chederů roste zejména v charedi komunitách v Evropě a Spojených státech, kde jsou základní osnovy povinné, takže i ortodoxní školy nabízejí poměrně široký okruh, byť někdy povrchního, sekulárního vzdělání.